# Pôr do sol

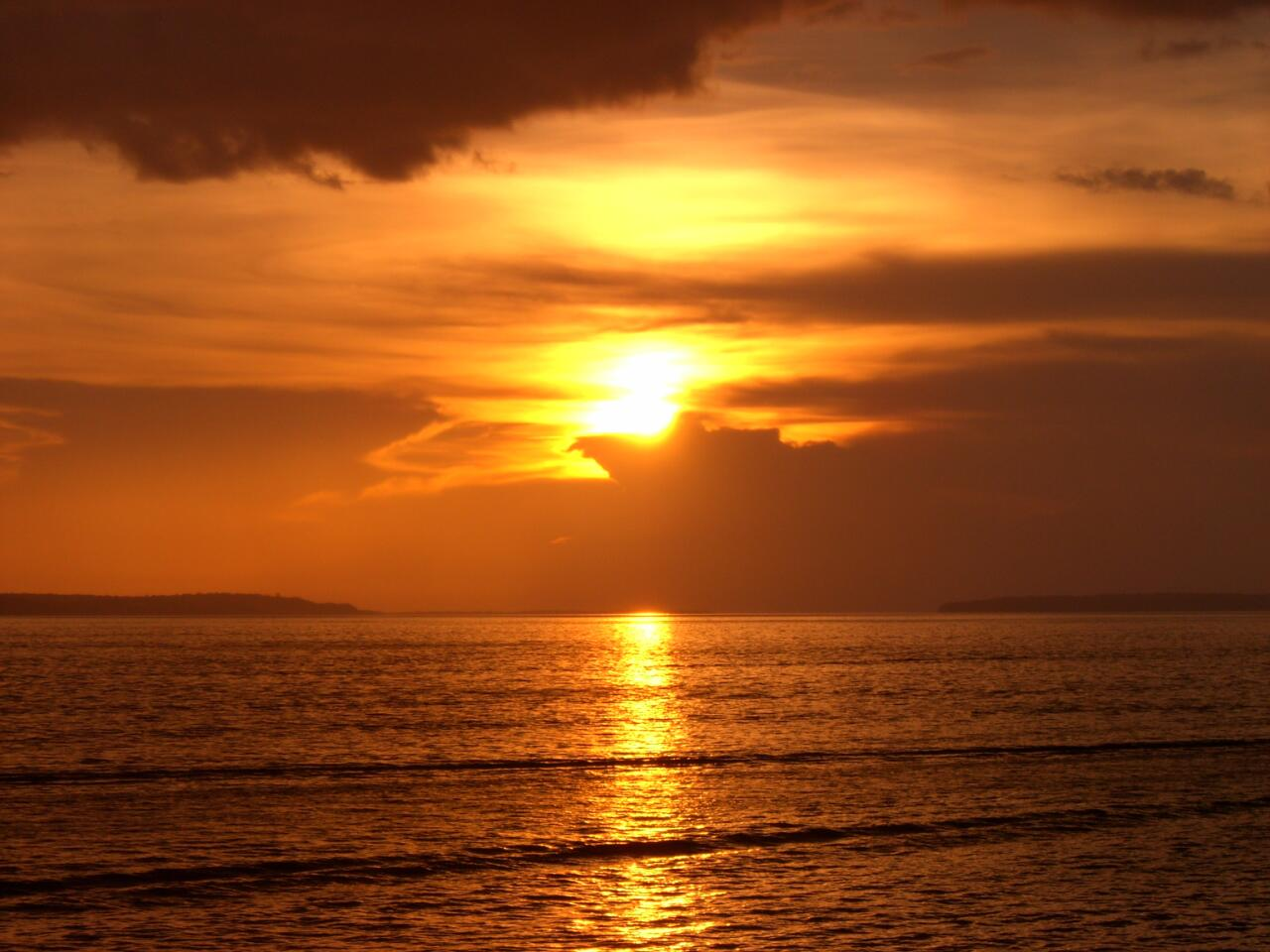
Pôr do sol no Rio Negro, Manaus, eleito o 4.º mais belo do Brasil em votação no site do programa Fantástico.

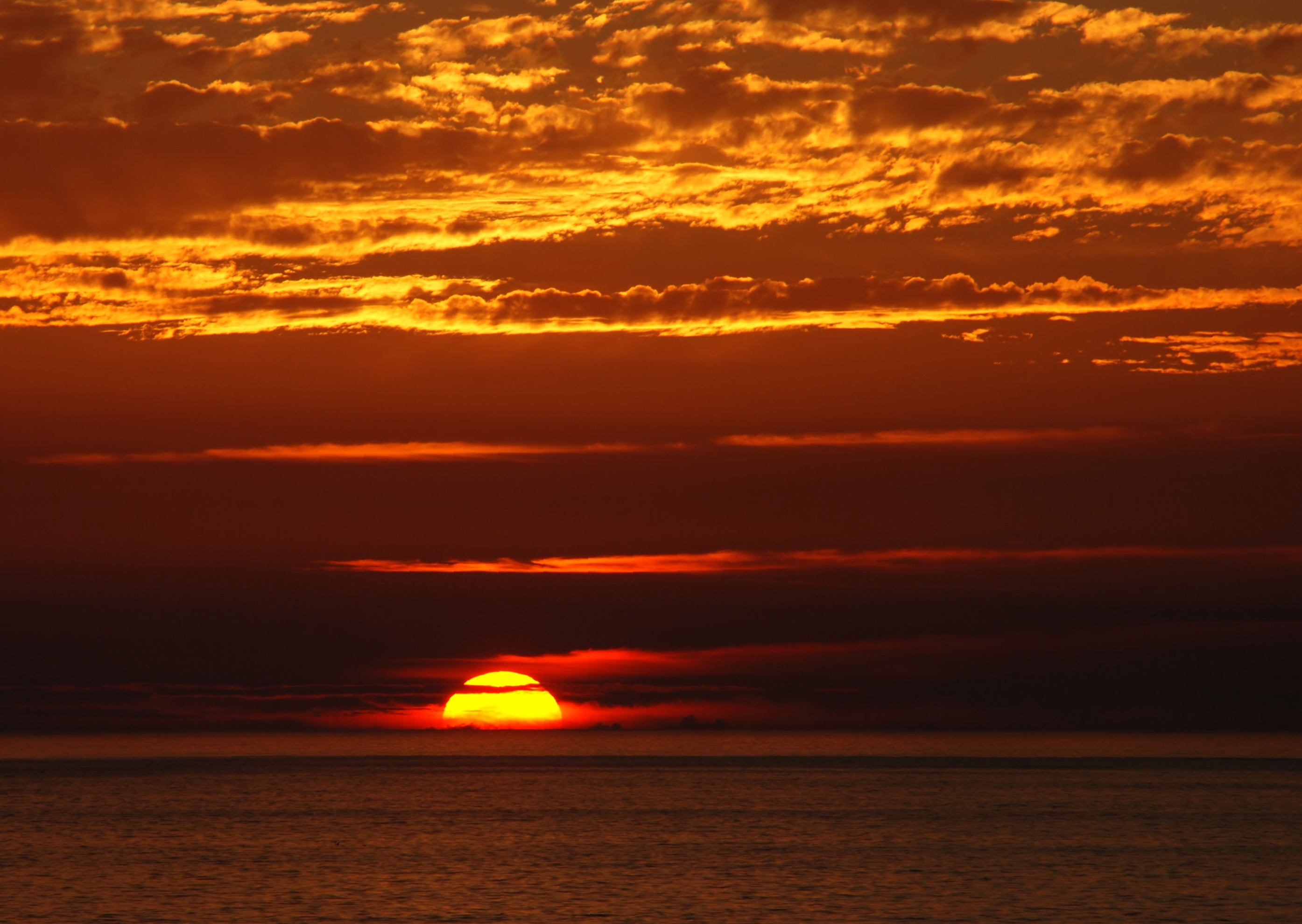
Pôr do sol em Porto Covo, Alentejo, Portugal

O pôr do sol (pré-AO 1990: pôr-do-sol), ou sol-pôr, anoitecer, entardecer, ou ocaso, é o momento do dia em que o Sol se oculta no horizonte na direção oeste; fenômeno que ocorre devido movimento de rotação da Terra que faz o sol atravessar o céu de leste a oeste. Sendo o início da noite e, pode ser considerado como um processo inverso do nascer do sol (quando o astro aparece no horizonte na direção leste iniciando o dia). Este acontecimento verifica-se diariamente em todas as regiões compreendidas entre o Círculo Polar Ártico e o Círculo Polar Antártico.
Com o movimento de rotação da Terra o Sol aparenta mover-se em torno do nosso planeta, o que ocorre graças nossa observação ocorrer em um ponto não inercial.

## Cores e brilho

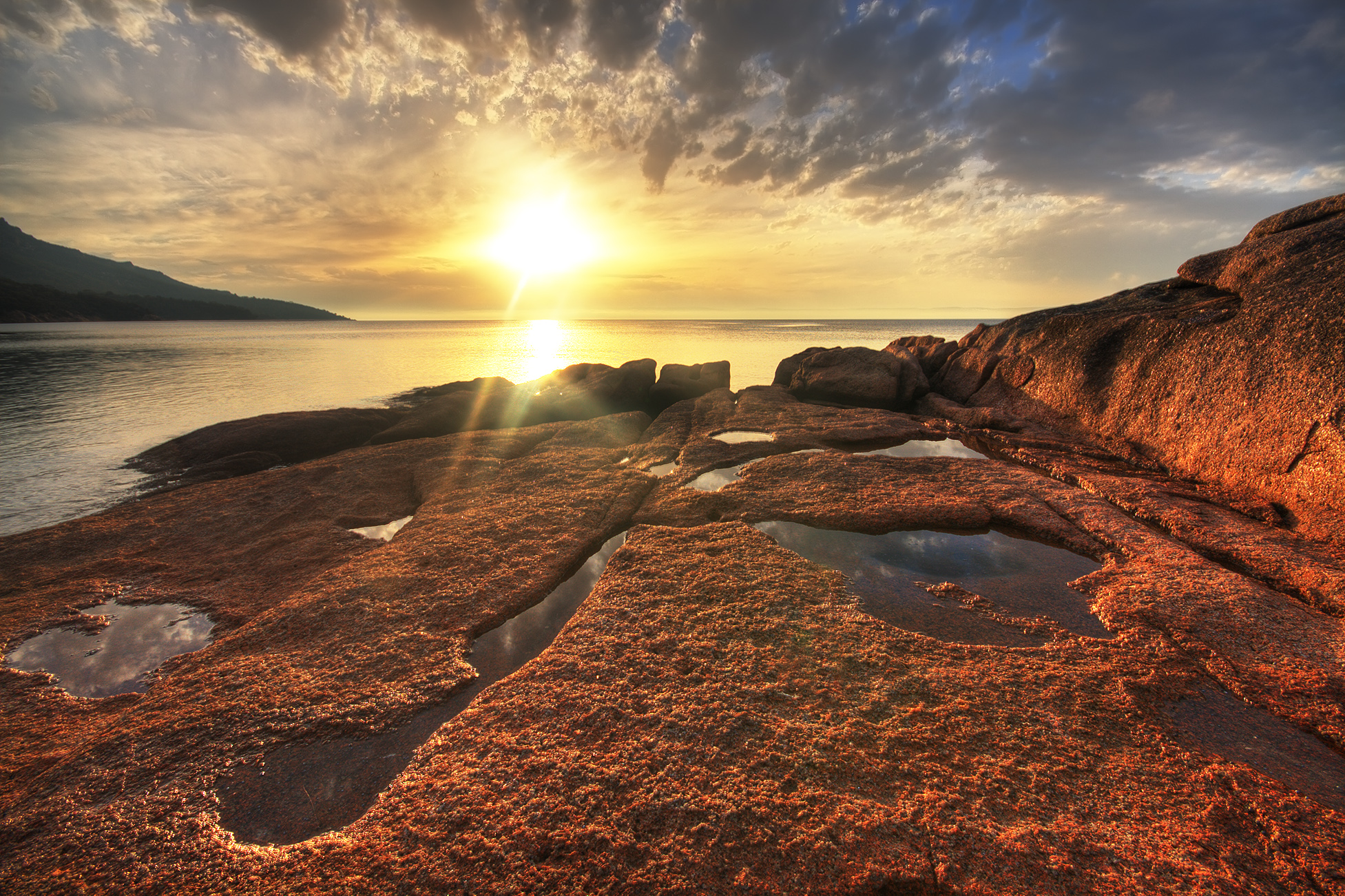
Pôr do Sol em Honeymoon Bay, na Tasmânia, na Austrália

O pôr do sol é, normalmente, mais brilhante do que o nascer do sol, pois a matiz de vermelho e laranja (arrebol) são mais vibrantes. A atmosfera responde de diversas formas à exposição da luz solar. Em particular, no final do dia, a atmosfera tende a reter uma quantidade maior de partículas em suspensão do que no início do dia. Durante o dia, o sol aquece a superfície terrestre, diminuindo assim a umidade do ar e aumentando a velocidade e a turbulência dos ventos, o que acaba por levantar a poeira para o ar. Contudo, as diferenças entre o nascer do sol e o pôr do Sol, em alguns casos, também dependem das peculiaridades geográficas do local de onde o evento esta sendo observado. Um bom exemplo é a observação em uma praia onde o sol nasça no oceano e se ponha no continente.

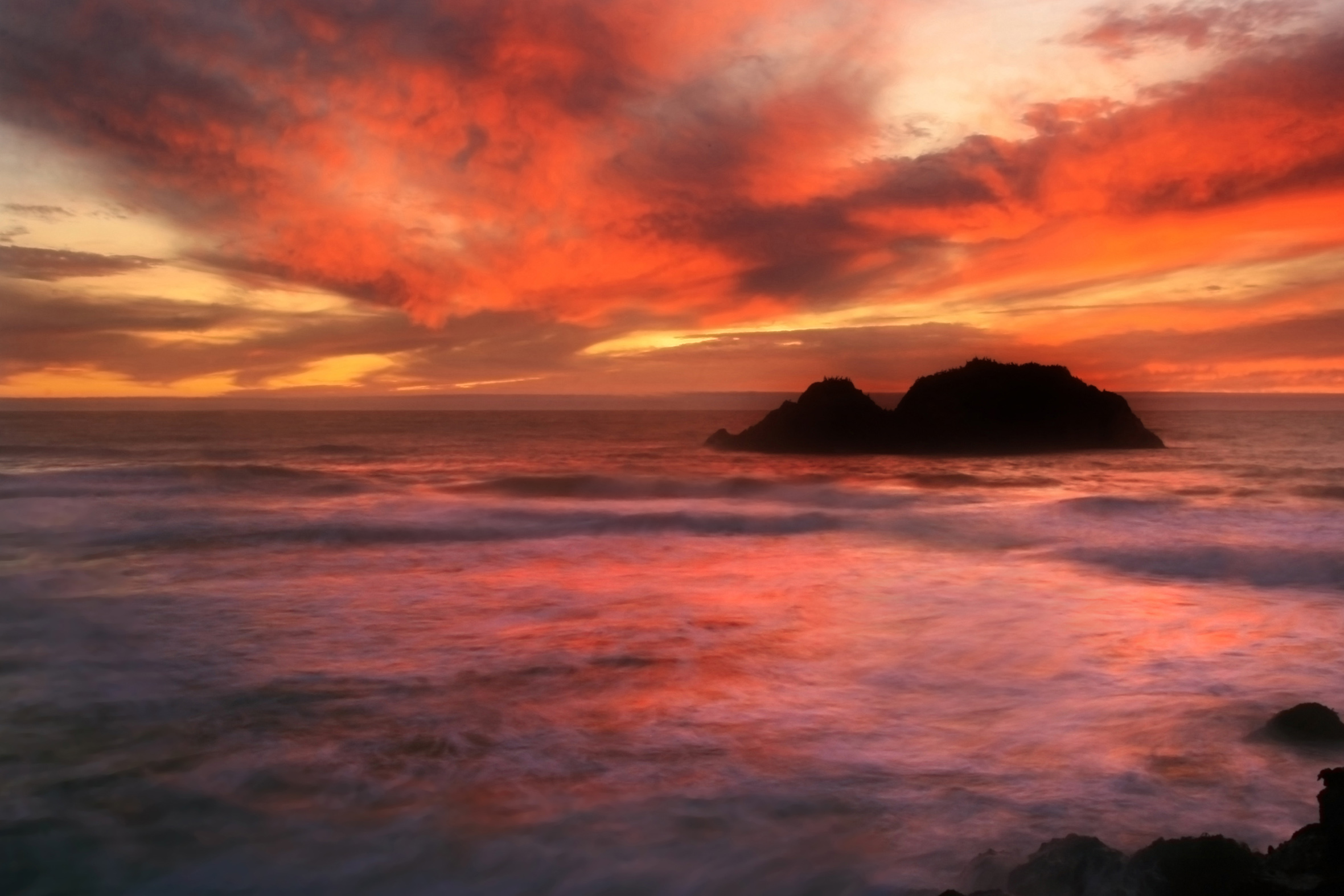
Pôr do Sol na região de San Francisco, nos Estados Unidos

Como a luz do sol sofre um desvio gerado pela atmosfera, o sol ainda pode ser visto depois de já estar atrás do horizonte físico. Este efeito também se manifesta durante o nascer do sol. Outra curiosidade gerada pela distorção da luz solar pela atmosfera é que o sol também aparenta ser maior no horizonte, uma ilusão de ótica similar a que ocorre com a Lua.

## Duração

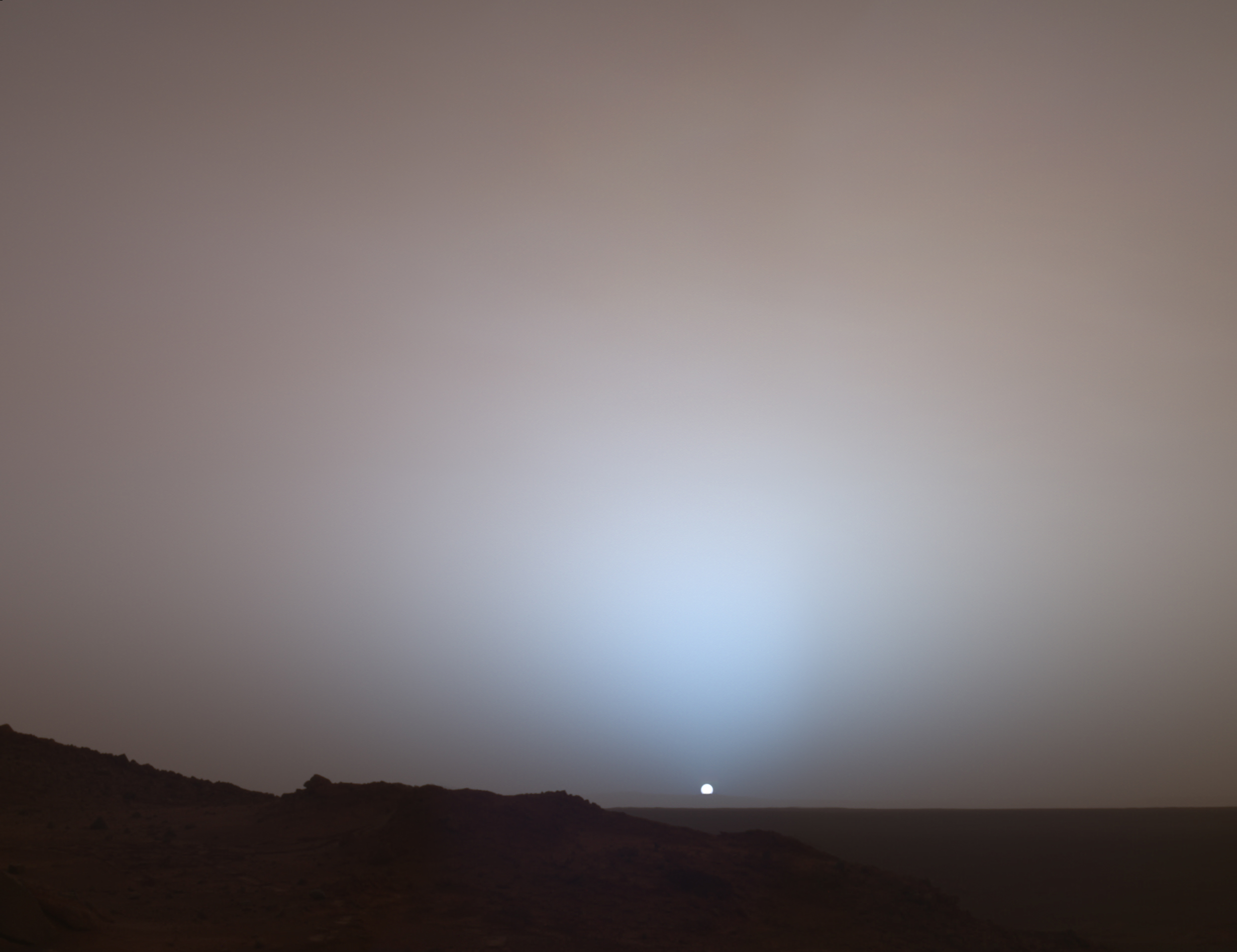
Pôr do sol em Marte.

A duração do pôr do sol varia com relação ao período do ano e com a latitude da região na qual o evento esta sendo observado. Mudanças na duração são geralmente ocasionadas pela inclinação e pelo movimento do planeta em sua órbita. Por exemplo, no hemisfério norte, o pôr do Sol mais precoce não ocorre durante o solstício de inverno, no final de dezembro, mas sim durante o início de dezembro. Outro exemplo é o mais tardio pôr do sol, que, em vez de ocorrer em torno de 21 de junho, surge no início de julho. O mesmo fenômeno também ocorre no hemisfério sul, com exceção das datas, que são trocadas. Durante uma ou duas semanas, durante ambos os solstícios, tanto o pôr quanto o nascer do sol, ocorrem ligeiramente mais tarde ou mais cedo a cada dia, uma das características da troca de estações. Este fenômeno ocorre até em regiões equatoriais, onde a troca das estações é dificilmente notada.